# Jazz an der Donau
Jazz an der Donau war ein Jazz-Festival, das unter diesem Namen erstmals im Jahr 1987 in Vilshofen veranstaltet wurde. Veranstaltungsort war ein Festivalzelt, das auf der Rennbahn, der damaligen Bahn für Sandplatzrennen, aufgestellt war. Besucher konnten dort in Zelten, Wohnwagen und auch im Schlafsacklager übernachten. Heute ist das Gelände bebaut und zum Teil als Volksfestplatz genutzt.
Im Rahmen des Festivals traten viele international bekannte Jazzmusiker in Vilshofen auf. Das Festival war dem modernen Jazz gewidmet und brachte europäische und US-amerikanische Größen auf die Festivalbühne. Es fand meist im Juni statt, mit Konzerten am Freitag Abend, Samstag und Sonntag. Legendär war die "Dance Night" als Abschluss des Samstags und der Frühschoppen am Sonntag.

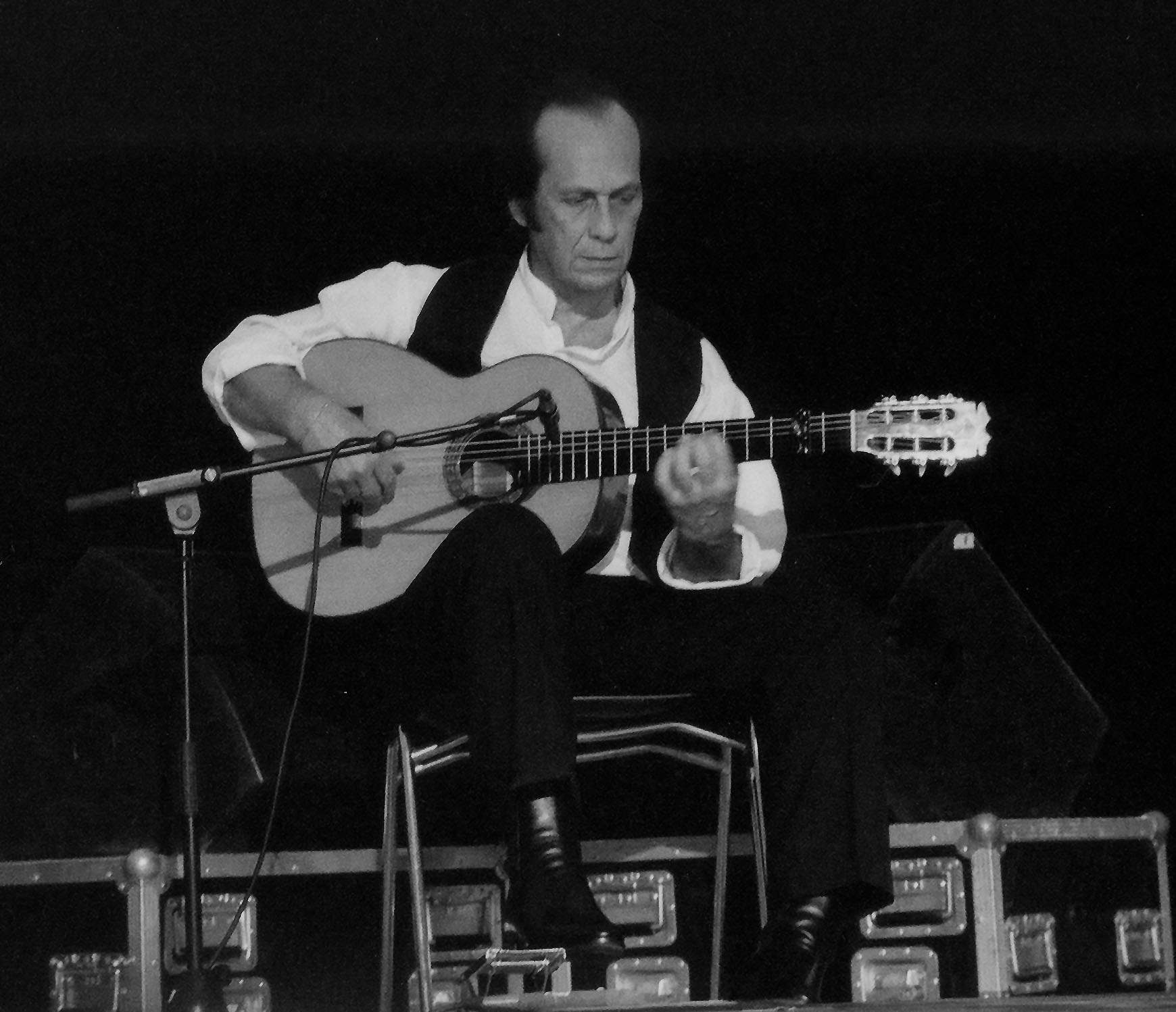
Paco de Lucia

2002 gab es einen Neubeginn in Straubing. Nach einem Zwischenspiel unter dem Namen Bluetone wurde dort das Festival mit weniger avantgardistischer Ausrichtung unter dem Namen Rivertone ausgerichtet. Rivertone und Bluetone sind wie das ursprüngliche Jazz an der Donau inzwischen Geschichte. 

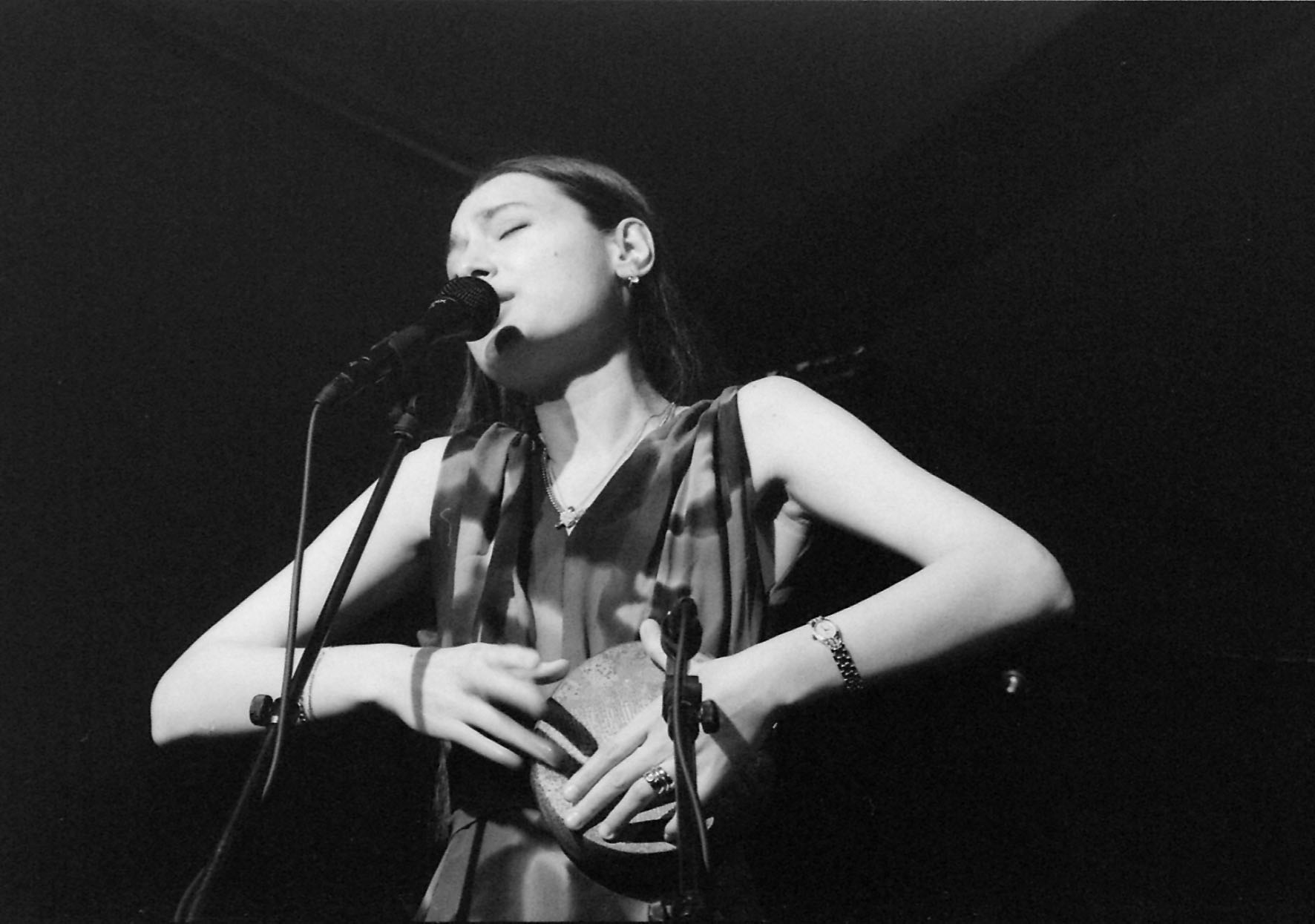
Aziza Mustafa Zadeh 1998 in Vilshofen bei Jazz an der Donau

Folgende Künstler und Gruppen traten beim Jazz an der Donau in Vilshofen auf.

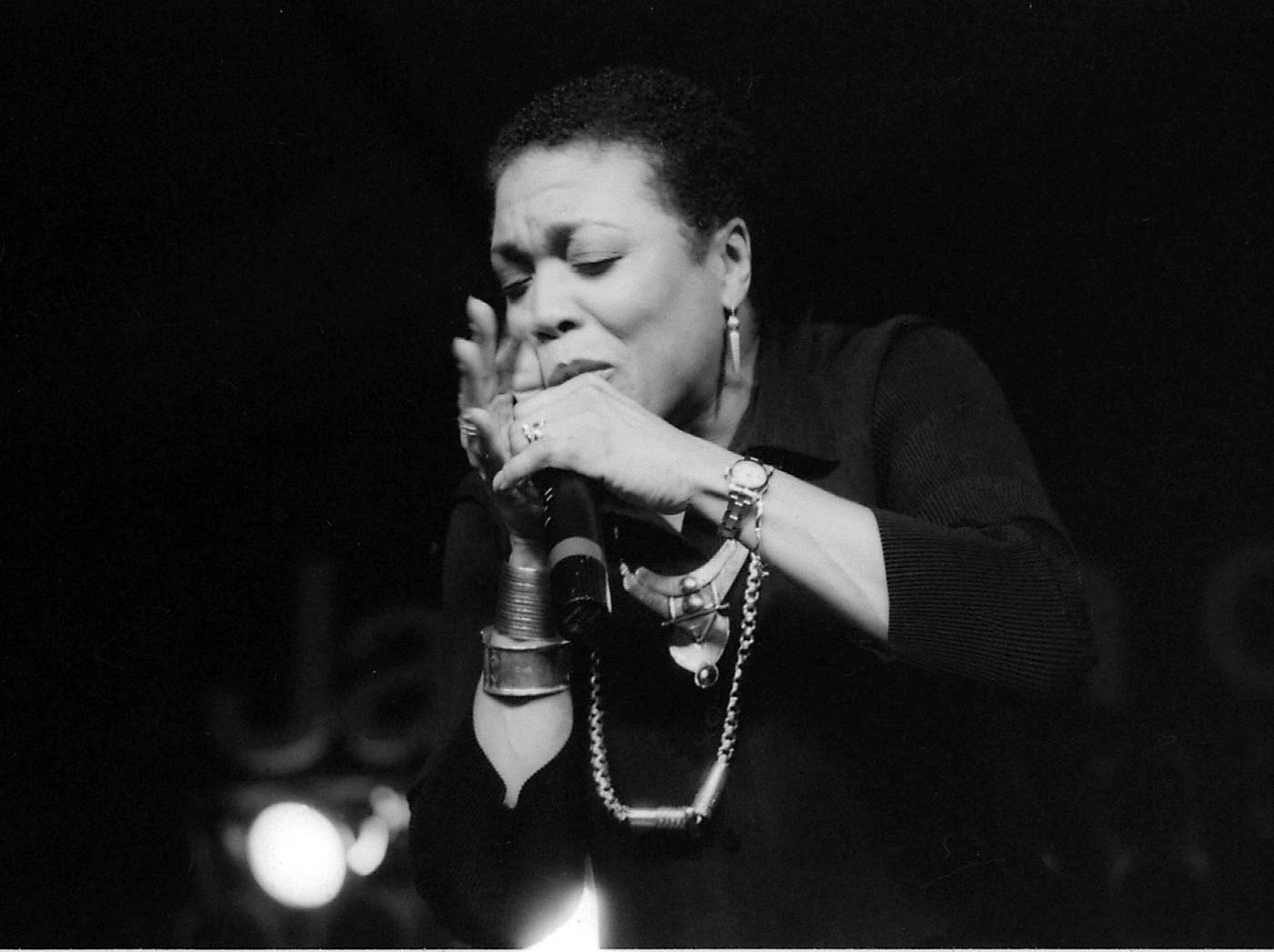
Dee Dee Bridgewater 1999 in Vilshofen bei Jazz an der Donau

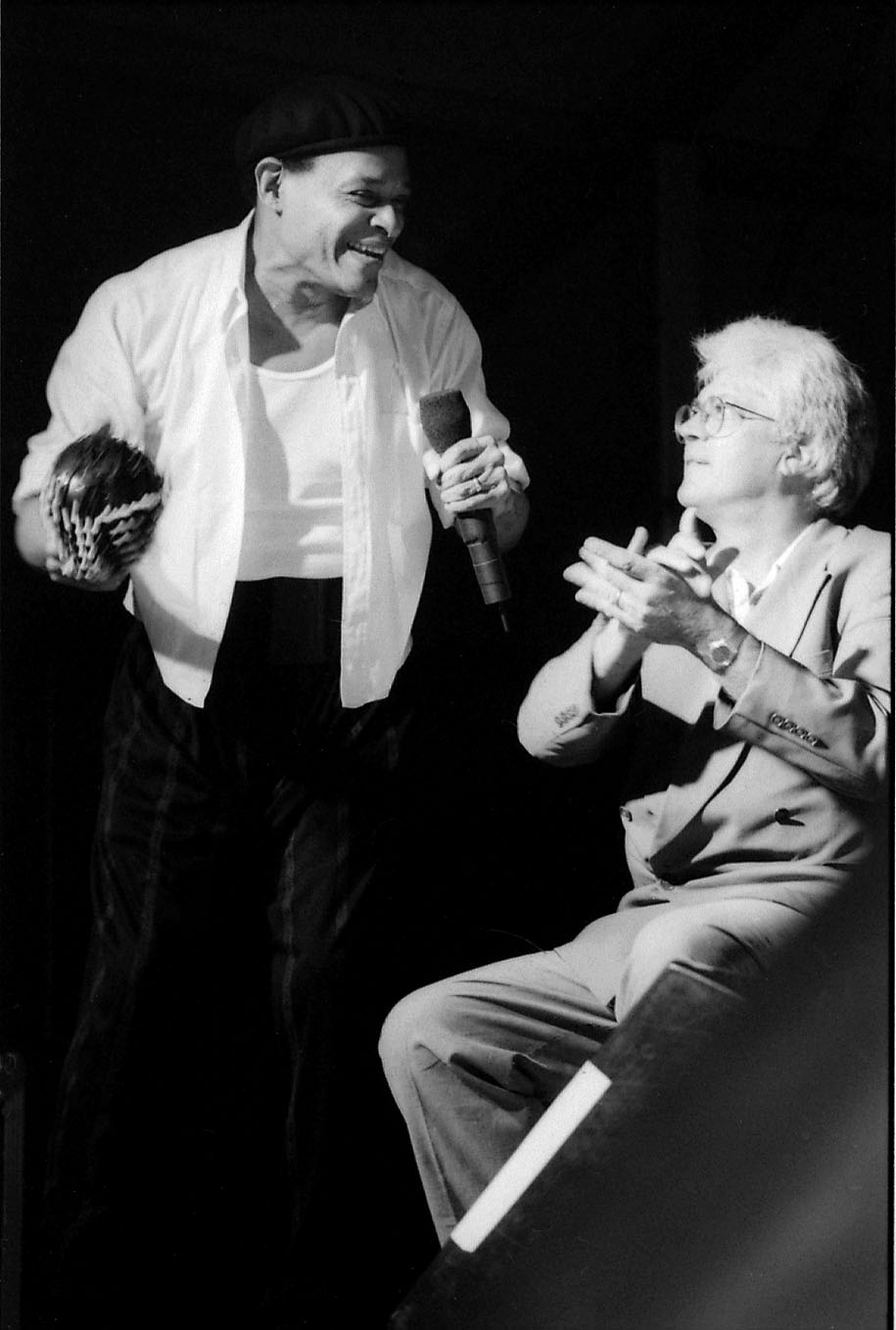
Al Jarreau und Larry Coryell 1999 in vilshofen

| Jahr | Künstler und Gruppen |
| ---- | --- |
| 1987 | |
| 1988 | |
| 1989 | Kölner Saxophon Mafia, Drümmele Maa, Elima, Paquito D’Rivera Sextet, Bill Brufords Earthworks, Pinguin Liquid Orchestra, Fred Ho and the Afro Asian Music Ensemble, Willem Breuker Kollektief, Craig Harris Band - Cold Sweat plays James Brown, Classic Jazz Collegium, Gunter Hampel Coming Age Orchestra, Jonas Hellborg Group, Mike Westbrook Band, Henry Threadgill Sextet. |
| 1990 | Loose Tubes Big Band, Trio Bravo, Chris McGregor´s Brotherhood of Breath, Fun Horns, Phil Haynes Quintet Four Horns and What?, Vladimir Chekasin Quartet, Louis Sclavis Quintet, Maceo Parker Sextet "Roots Revisited". |
| 1991 | Contraband, Dave Holland Quartet, Ulla Oster Septett, John Scofield Quartet, Jazz Contract, Elvin Jones Jazz Machine, Lenny Pickett "Borneo Horns", Greetje Bijma Kwintet, Sonny Sharrock Band "Highlife", James Taylor Quartet, Jazzicek Praha, Wolfgang Schmid´s Kick feat. Billy Cobham, Ivo Papasov and his Bulgarian Wedding Band, Gonzalo Rubalcaba Quartet.               |
| 1992 | Franco Ambrosetti Quintet, Andy Emler Mega Octet, Paquito D’Rivera Quintet, Mahlatini and the Mahlotella Queens, Luluk Purwanto Quartet, Myra Melford Trio, Continuum, Hal Russell NRG Ensemble, Chick Corea and Friends, Brother Virus, Richard Galliano Quartet, Louis Sclavis Sextet, Jack DeJohnette "Special Edition".                                                      |
| 1993 | Rothengrund Art Ensemble, I Compani The Musik of Nino Rota"+, Die Konferenz Es wird einmal ein Wunder geschehn, Myra Melford Ensemble, Jazz Group Archangelsk, Workshop de Lyon, NRG Ensemble Tribute to Hal, Gianluigi Trovesi Octet, Bheki Mseleku Quartett, Italian Instabile Orchestra, Joachim Kühn Trio, Michel Portal Quartet.                                            |
| 1994 | Alte Leidenschaften, Michael Riessler - Heloise, Karl Denson Quintet, Johannes Enders Quintett, Wayne Krantz Trio, Pino Minafra Sun Ensemble, Django Bates - Delightful Precipice, Brand New Heavies, Sylvain Kassap Quartett, Nexus feat. Gianluigi Trovesi, Marc Ducret - Seven Songs from the 60s.                                                                            |
| 1995 | Striped Roses, Terje Rypdal - Miroslav Vitous, Trilok Gurtu, Gary Thomas Hip-Hop Project, Susan Weinert Band, Dewey Redman Quartet, Nguyên Lê - Dieter Ilg, Danny Gottlieb, Robin Eubanks - Steve Turré Quintet, Incognito, Young Olympians Brass Band, Tara Darnell Band, Marva Wright & The BMWs.                                                                              |
| 1996 | The Munich Saxophone Family, Ray Anderson´s Pocket Brass, feat. Pharao Sanders, Frigg, Renaud Garcia-Fons, Oblique Ah Bleu, feat. McCoy Tyner Trio feat. Michael Brecker, Raw Stylus, The Jazz Tigers, Jazzicek, Raiz De Pedra, Conexion Latina. |
| 1997 | Nils Wogram Quartet, Bojan ZulliKarpasic Quartet, Billy Hart Band, Sebastian Gramss "Underkarl", Ellery Eskelin mit Kenny Wollesen & Allan Jaffe, Gerry Gibbs Sextet feat. Ravi Coltrane, David Murray Fo-Deuk-Revue, Nils Gessinger & Band, Mark Feldman, Swinging Fingers, Revival Swing Band                                                                                  |
| 1998 | Steve Argüelles, Wolfgang Muthspiel, Dieter Ilg - folk songs, Al Di Meola ´s World Sinfonia, Paul Heller, Stefano Di Batista, Branford Marsalis Quartet, Cultured Pearls, Blechschaden (Musik), Jazzicek, The Blues Brothers Band. |
| 1999 | The 11th House, Vertú, Al Jarreau & Band, Andreas Paolo Perger plays Heart Pop, Dick de Graaf Septet plays Jimi Hendrix, Julien Lourau Groove Gang, Dee Dee Bridgewater, Candy Dulfer´s Dance Extravaganza, Blechschaden, Bohém Ragtime Jazzband. |
| 2000 | James Brown, Susan Weinert Quintet, Heavy Tuba feat. Jon Sass, David Murray "Speaking in Tongues" feat. Fontella Bass, Drummer Madness, The Temptations, Unterbiberger Hofmusikanten, Greentown Jazzband. |
| 2001 | Roland Ro Gebhardt, The Manhattan Transfer, Pipo Marquez con las Manis Galientes, Fishcat, Abdullah Ibrahim Trio, Ray Brown, Paco de Lucia, Herbie Hancock "Future 2 Future", Kool & The Gang, Keith Smith, Bajou. |